# Азипод

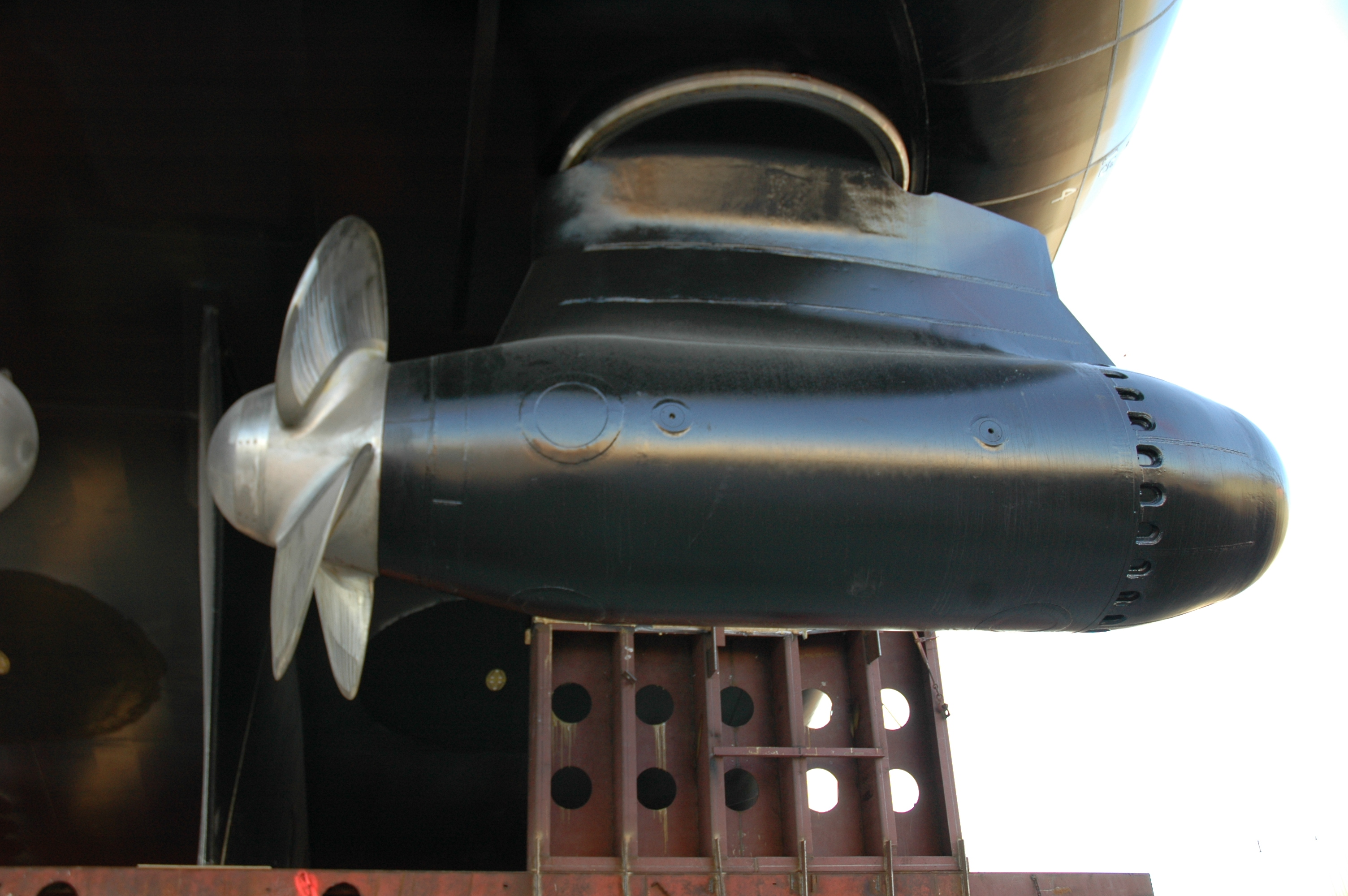
Один з азиподів зблизька USCGC Mackinaw (WLBB-30)

Азипод (англ. Azipod) — це торгова марка азимутального підрулювача, морської рушійної установки, що складається з гвинта з фіксованим кроком, встановленого на керованій гондолі («капсулі»), що містить електродвигун, що приводить в рух гвинт, що дозволяє суднам бути більш маневреними. Вони були розроблені у Фінляндії наприкінці 1980-х років спільно Wärtsilä Marine, Strömberg та Фінською національною навігаційною радою.

## Концепт
У звичайних азимутальних рушіях, таких як рушії Z- та L-приводу, пропелер приводиться в рух електродвигуном або дизельним двигуном всередині корпусу судна. Пропелер з'єднаний з первинним двигуном за допомогою валів і конічних шестерень, які дозволяють обертати пропелер навколо вертикальної осі. Цей тип силової установки має давні традиції протягом 1990-х років, і сьогодні такі силові установки виробляються рядом компаній по всьому світу.
У агрегаті Азипод електродвигун встановлено всередині силової установки, а пропелер з'єднаний безпосередньо з валом двигуна. Електроенергія для силового двигуна подається через контактні кільця, які дозволяють блоку Азипод обертатися на 360 градусів навколо вертикальної осі. Оскільки в агрегатах Азипод використовуються гвинти з фіксованим кроком, енергія завжди подається через частотно-регульований привід або циклоконвертер, який дозволяє контролювати швидкість і напрямок руху двигунів.

## Історія

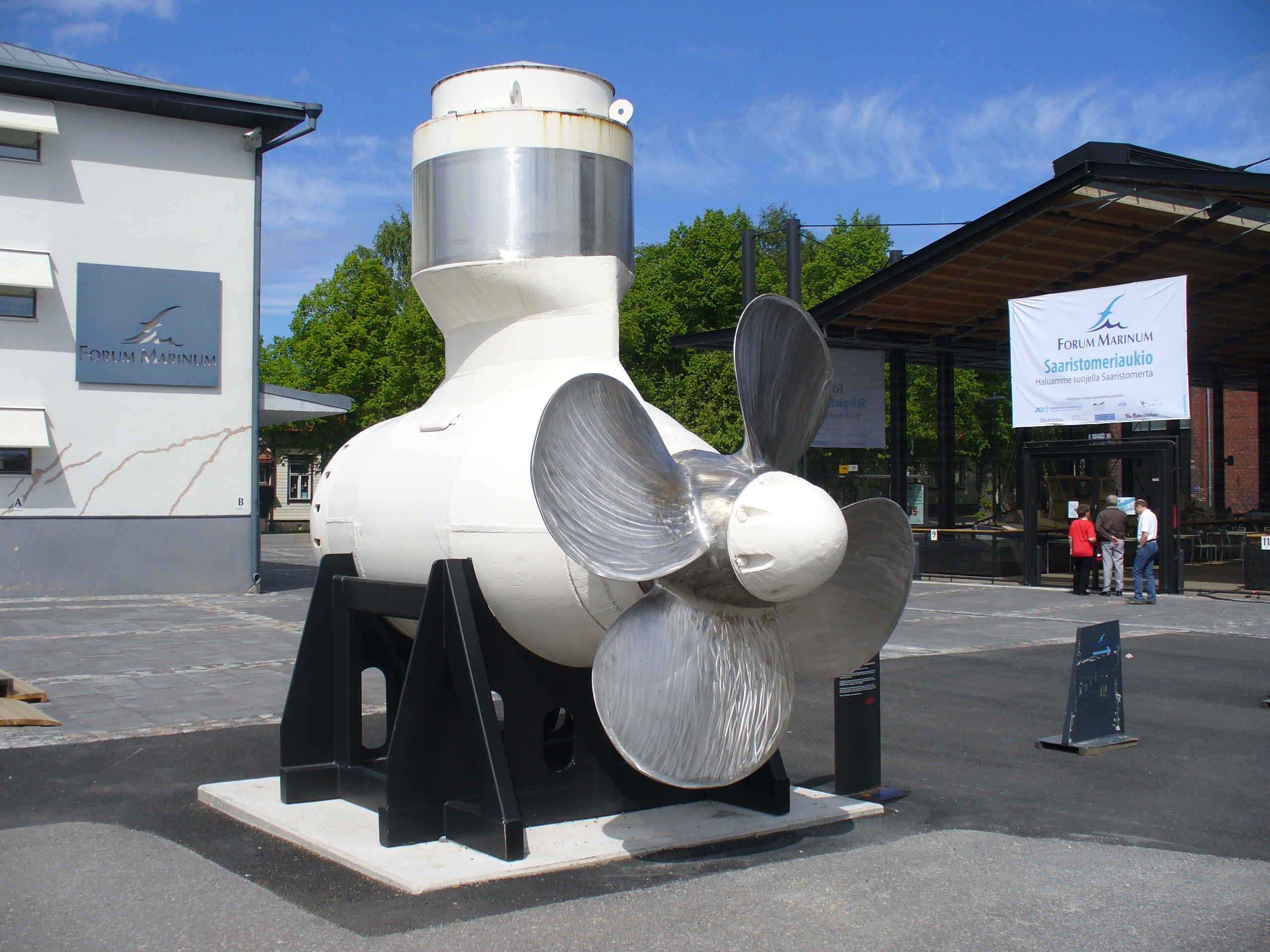
Перший блок Азипод, встановлений на фінському судні підтримки фарватеру Seili в 1990 році, зараз виставлений у морському музеї Forum Marinum в Турку, Фінляндія.

У 1987 році Національна навігаційна рада Фінляндії запропонувала компанії з виробництва електрообладнання Strömberg (пізніше ABB) і фінській суднобудівній компанії Wärtsilä Marine про співпрацю щодо розробки нового типу електричної силової установки. До цього компанії десятиліттями працювали разом у галузі дизель-електричних силових установок і в 1980-х випустили перші криголами з силовими двигунами змінного струму та циклоконвертерами.
Розробка прототипу почалася в 1989 році, і перший блок був готовий до встановлення в наступному році. Пристрій на 1.5 MW, який отримав назву «Азіпод» (скорочення від азимутальний електричний платформний привід), був встановлений на фінському судні підтримки фарватеру Seili 1979 року побудови на верфі Hietalahti у Гельсінкі, Фінляндія. Після переобладнання криголамна здатність судна була значно збільшена, а також виявилося, що воно здатне розбивати лід за кормою (задом). Це відкриття нового режиму роботи зрештою призвело до розробки концепції судна подвійної дії на початку 1990-х років. Коли у 2000-х роках Seili було переоснащено новою силовою установкою, прототип був переданий Forum Marinum і виставлений у Турку, Фінляндія.